# Noel Nicola
Pour les articles homonymes, voir Nicola.
Noel Nicola est un musicien et auteur-compositeur-interprète cubain de nueva trova (7 octobre 1946 à La Havane - 7 août 2005  dans la même ville). Aux côtés de chanteurs aussi renommés que Pablo Milanés, Vicente Feliú et Silvio Rodríguez une voix et une guitare s'élevèrent dans la figure de Noel Nicola, auteur de chansons essentielles de la musique cubaine.  Parmi ses 400 compositions, il y a des chansons, des boléros, des sones, des guajiras et même des valses. 

## Biographie
Ses premiers contacts avec la musique se font « dans la famille », avec son père Isaac Nicola Romero, guitariste et professeur, et sa mère, Eva Reyes, violoniste de l'Orchestre national et chanteuse. Dès l'âge de 13 ans, il commence à composer ses premières chansons. De manière autodidacte, comme beaucoup de troubadours et d'auteurs-compositeurs-interprètes, il apprend à accompagner ses textes à la guitare. 
Il a étudié le piccolo avec Douane Voth et la théorie musicale avec Martín Quiñones, entre 1954 et 1956. 
En 1968, il présente pour la première fois ses chansons avec Silvio Rodríguez et Pablo Milanés à la Casa de las Américas, donnant naissance à Nueva Trova, qui, avec ses thèmes rebelles et sa poétique, capte l'attention de ses contemporains.
Plus tard, dans le cadre de l'atelier qui a formé le groupe d'expérimentation sonore de l'ICAIC, entre 1969 et 1971, il a été disciple de Leo Brouwer, Juan Elósegui, Federico Smith et Sergio Vitier.
Il a effectué une tournée au Pérou (il a offert un récital au Théâtre Segura de Lima), en Équateur, en Argentine, au Brésil, au Chili, au Venezuela, au Nicaragua, en République dominicaine, au Mexique, en Espagne, en France, au Portugal, en Belgique, en Italie, en Allemagne, en Suède, en Norvège, en Union Soviétique, États-Unis et Canada.
Son épouse de près de 18 ans, Lyudmila Alexeevna Kondakova, a été un soutien solide pour l'artiste pendant une grande partie de sa vie et l'a accompagné jusqu'à ses derniers instants.
Noel Nicola meurt pendant l'été 2005, à La Havane, victime d'un cancer du poumon.

## Discographie
En solo
- Comienzo el día (Noel Nicola) [1977]
- Así como soy (Noel Nicola) [1980]
- Lejanías (Noel Nicola) [1985]
- Noel Nicola canta a César Vallejo (Noel Nicola) [1986]
- Tricolor (Noel Nicola) [1987]
- Ánimo, trovador (Noel Nicola) [1989]
- Soy y no soy el mismo (Noel Nicola) [1998]
- Dame mi voz (Noel Nicola) [2000]
- Entre otros (Noel Nicola + Santiago Feliú) [2002]
- Canción para dormir y despertar a Nadia. (No se lanzó en disco, cómo lo dice el nombre, la cantaba para dormir y despertar a su hija Nadia Nicola).

Singles et EP
- Hermanos (EP) (Noel Nicola) [1989]
- Los papaloteros I (EP) (Noel Nicola) [1991]

Comme membre de la GESI
- Cuba va! Songs of the new generation of revolutionary Cuba (GESI) [1971]
- Cuba va (Pablo Milanés – Silvio Rodríguez – Noel Nicola) [1971]
- Canciones del Grupo de Experimentación Sonora del ICAIC (GESI) [1973]
- Grupo Experimental Sonora del ICAIC/Cuba (GESI) [1974]
- Grupo de Experimentación Sonora/ICAIC 2 (GESI) [1975]
- Grupo de Experimentación Sonora/ICAIC 3 (GESI) [1975]
- Grupo de Experimentación Sonora/ICAIC 4 (GESI) [1975]
- El hombre de Maisinicú (GESI) [1975]
- Cuba (Obra colectiva) [1976]
- XX aniversario de la cinematografía cubana (Obra colectiva) [1979]

Collectifs
- Canción protesta. Casa de las Américas (EP) [1968]
- 26 de julio: los nuevos héroes [1969]
- Canción para el hombre nuevo (EP) [1969]
- Canción protesta: Protest song of Latin America [1970]
- Marchas y canciones revolucionarias [1970]
- La canción, un arma de la Revolución [1974]
- 1975 año internacional de la mujer [1975]
- Cuba canta a la República Dominicana (con Silvio Rodríguez) [1975]
- De un pájaro las dos alas [1975]
- Su nombre es Pueblo [1975]
- Guardafronteras: primera trinchera (EP) [1980]
- Roque Dalton [1981]
- El tiempo está a favor de los pequeños [1983]
- Tercer festival de la Nueva Canción Latinoamericana [1984]
- Primer festival del Nuevo Canto Latinoamericano [1984]
- Festival de la Nueva Trova 1984 (En vivo), vol I [1985]
- Canciones al Che Vol 2 [1992]
- Antología de la Nueva Trova Vol. 1 [1998]
- Vamos todos a cantar [1999]
- Definitivamente jueves [2001]
- Homenaje a Noel Nicola (A guitarra limpia. Tercer aniversario) [2001]
- Del agua que bebimos [2003]

Colaborations
- La Nueva Canción (Sonia Silvestre) [1975]
- Cuando digo futuro (Silvio Rodríguez) [1977]
- Este árbol que sembramos (Augusto Blanca) [1997]
- Cita con ángeles (Silvio Rodríguez) [2003]

Autres œuvres
- Inéditas o no clasificadas (Noel Nicola)
- 37 canciones de Noel Nicola (Disco Tributo, Obra colectiva) [2007]